# Sam Mussabini

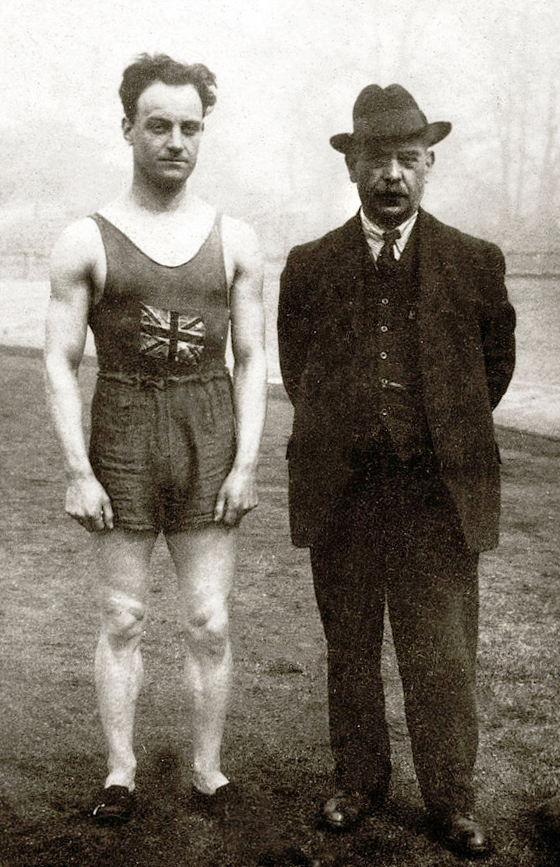
Willie Applegarth y Sam Mussabini en los Juegos Olímpicos de 1912

Scipio Africanus «Sam» Mussabini (6 de agosto de 1867 - 12 de marzo de 1927) fue un entrenador de atletismo inglés conocido por su trabajo con Harold Abrahams. En total, llevó a sus atletas a once medallas en cinco Juegos Olímpicos. Sin embargo, en una época en la que se valoraba el amateurismo, su labor no fue reconocida oficialmente por ser un entrenador profesional.

## Primeros años y carrera
Mussabini nació en Blackheath, Londres, siendo de ascendencia siria, turca, italiana y francesa . Era hijo de Aline (Farcat) y Neocles Gaspard Mussabini. Fue educado en Francia y más tarde siguió a su padre en el periodismo. En la década de 1890 también fue velocista profesional durante unos cinco años. En 1894, entrenó a Bert Harris en el primer campeonato de ciclismo profesional, el mismo año en que fue contratado como entrenador de ciclismo por la empresa de neumáticos para bicicletas Dunlop Pneumatic Tire Company.
Mussabini jugaba al billar a un alto nivel e informaba sobre los partidos como periodista deportivo durante los meses de invierno. En 1897, fue coautor de un libro técnico sobre billar y comenzó a escribir artículos para una revista de billar. En 1902, se convirtió en su editor asistente y más tarde en copropietario y editor. En 1904, escribió un libro de dos volúmenes sobre los aspectos técnicos del billar. También fue uno de los mejores árbitros de billar.

## Entrenamiento de atletas olímpicos
Entrenó al velocista sudafricano Reggie Walker que ganó una medalla de oro en los Juegos Olímpicos de 1908 en Londres. Entrenó a más ganadores de medallas de oro en los Juegos Olímpicos de 1912 , incluido Willie Applegarth . Fue nombrado entrenador a tiempo completo por Polytechnic Harriers desde 1913 hasta su muerte por diabetes en 1927 a los 59 años.
Trajo un enfoque sistemático al entrenamiento, en lugar de ser solo un masajista. Por ejemplo, usó las técnicas de Eadweard Muybridge para fotografiar las acciones y técnicas de los corredores.
En los Juegos Olímpicos de 1920 en Amberes, Bélgica , logró que Albert Hill ganase las medallas de oro en los 800 m y 1500 m y que Harry Edward quedase tercero en los 100 m.
Consiguió que Harold Abrahams ganase una medalla de oro en los 100 m y otra de plata en los 4 × 100 m de los Juegos Olímpicos de 1924 en París, Francia.
Mussabini sometió a Abrahams a un entrenamiento extraordinariamente exigente, dando importancia especial a la salida, la técnica de carrera, el aspecto psicológico de la competición… El resultado fueron las dos medallas, una de oro y otra de plata.

## Legado y honores
El éxito de Mussabini en los Juegos Olímpicos de 1924 se retrató en la película Chariots of Fire en la que Mussabini es interpretado por Ian Holm.
Sus atletas ganaron más medallas en los Juegos Olímpicos de 1928, después de su muerte.
En 1998, se creó la Medalla Mussabini para premiar la contribución de los entrenadores de atletas del Reino Unido que han logrado un éxito destacado en el escenario mundial. En 2011, Sam Mussabini fue incluido en el Salón de la Fama del Atletismo de Inglaterra .
English Heritage instaló una placa azul en 84 Burbage Road, Herne Hill, el 11 de julio de 2012. La casa fue el hogar de Mussabini desde 1911 hasta aproximadamente 1916 y retrocede al Herne Hill Stadium, donde trabajó como ciclista y entrenador de atletismo desde la década de 1890 hasta su muerte y entrenó a varios atletas olímpicos ganadores de medallas, incluido el joven Harold Abrahams. La placa fue descubierta por Lord Terence Higgins, quien compitió en los Juegos Olímpicos de 1948 y 1952, y Ben Cross, quien interpretó a Harold Abrahams en la película Chariots of Fire .

## Una cita de Sam Mussabini
"Solo piensa en dos cosas: el arma y la cinta. Cuando escuches una, corre como el demonio hasta que rompas la otra".

## Archivos
Los artículos de Sam Mussabini se encuentran en la Cadbury Research Library (Universidad de Birmingham), junto con los artículos de su padre, Neocles. 
Esta colección incluye material relacionado con la carrera periodística de Neocles Mussabini en Pall Mall Gazette, durante la época en que su editor William Thomas Stead estuvo involucrado con el escándalo de Eliza Armstrong .